# 沙雅一牧场
沙雅一牧场，是中华人民共和国新疆维吾尔自治区阿克苏地区沙雅县下辖的一个类似乡级单位。

## 行政区划
沙雅一牧场下辖以下地区：
萨拉斯提生活区、奥日曼生活区、仓塔木生活区、阿合塔木生活区和哈大敦生活区。